# Marc Tierney
Marc Tierney, né le 23 août 1985 à Prestwich, est un footballeur anglais qui évoluait au poste de défenseur aux Bolton Wanderers.

## Palmarès
- Norwich City
  - Vice-champion d'Angleterre de D2 en 2011.